# لورا سيجموند
لورا سيجموند (بالألمانية: Laura Siegemund) مواليد 4 مارس 1988 في فيلدرشتات، ألمانيا الغربية، هي لاعبة كرة مضرب ألمانية تلعب باليد اليمنى وتحتل حالياً المرتبة 77 (15 فبراير 2016) في تصنيف رابطة محترفات كرة المضرب.

## روابط خارجية
- لورا سيجموند على موقع رابطة محترفات التنس (الإنجليزية)
- لورا سيجموند على موقع الاتحاد الدولي لكرة المضرب (الإنجليزية)
- لورا سيجموند على موقع كأس بيلي جين كينغ (الإنجليزية)
- لورا سيجموند على موقع بطولة ويمبلدون (الإنجليزية)
- لورا سيجموند على موقع خلاصة التنس.كوم (الإنجليزية)
- لورا سيجموند على موقع إي إس بي إن.كوم (الإنجليزية)
- لورا سيجموند على موقع اللجنة الأولمبية الدولية (الإنجليزية)
- لورا سيجموند على موقع أوليمبيديا (الإنجليزية)
- لورا سيجموند على موقع اللجنة الأولمبية الألمانية (الألمانية)